# Porites porites
Porites porites är en korallart som först beskrevs av Peter Simon Pallas 1766.  Porites porites ingår i släktet Porites och familjen Poritidae. IUCN kategoriserar arten globalt som livskraftig. Inga underarter finns listade i Catalogue of Life.